# 276P/Vorobjov
La comète Vorobjov, officiellement 276P/Vorobjov, est une comète périodique du système solaire, découverte le 15 octobre 2012 par Tomáš Vorobjov.